# Sozialgericht Würzburg

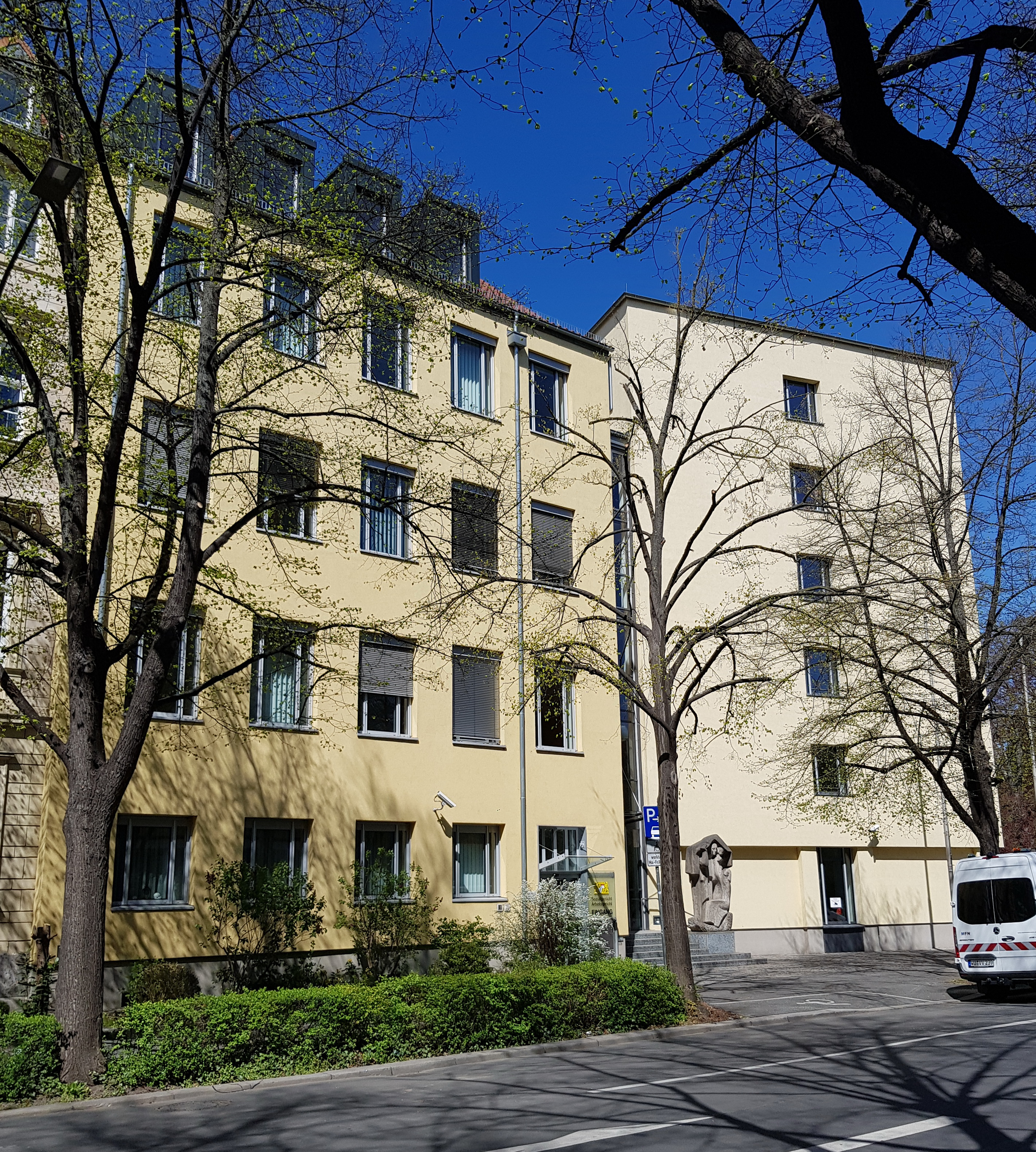
Gerichtsgebäude

Das Sozialgericht Würzburg ist ein Gericht der bayerischen Sozialgerichtsbarkeit. Es besteht aus 15 Kammern.

## Gerichtssitz- und bezirk
Das Sozialgericht hat seinen Sitz in Würzburg. Es ist zuständig für den Regierungsbezirk Unterfranken mit den Landkreisen Aschaffenburg, Bad Kissingen, Haßberge, Kitzingen, Main-Spessart, Miltenberg, Rhön-Grabfeld, Schweinfurt, Würzburg sowie die kreisfreien Städte Aschaffenburg, Schweinfurt und Würzburg.

## Zuständigkeit
Das SG Würzburg ist erstinstanzlich für die Verfahren in seinem Bezirk zuständig. Eine besondere Zuständigkeit besteht zudem für Verfahren aus dem deutsch-portugiesischen Sozialversicherungsabkommen, für welches die Deutsche Rentenversicherung Unterfranken Verbindungsstelle ist.

## Gebäude
Das SG Würzburg hat seinen Sitz in der Ludwigstraße 33.